# Port lotniczy Al-Burajmi
Port lotniczy Al-Burajmi – międzynarodowy port lotniczy położony w mieście-oazie Al-Burajmi. Jest trzecim co do wielkości portem lotniczym Omanu.